# Savoia-Marchetti S.M.86
Il Savoia-Marchetti SM.86 era un bimotore da bombardamento in picchiata sviluppato dalla SIAI-Marchetti nella seconda metà degli anni trenta. Molto simile al modello SM.85, rimase allo stadio di prototipo in quanto gli fu preferito lo Junkers Ju 87 Stuka.

## Storia

### Sviluppo
Lo sviluppo dell'SM.86 iniziò negli anni trenta e fu parallelo a quello del modello SM.85. La differenza maggiore rispetto al precedente modello era costituita dai motori. Per questo motivo, l'aereo venne inizialmente chiamato SM.85W. Nel 1938, la Regia Aeronautica ne ordinò due esemplari per le valutazioni. Il primo di questi, immatricolato MM.397, volò la prima volta nell'aprile del 1940 a Vergiate, in provincia di Varese.
La Regia Aeronautica inizialmente si dimostrò molto interessata al nuovo aereo, anche perché il modello SM.85 aveva già manifestato tutti i suoi problemi. Per questo motivo, l’SM.86W (come nel frattempo era stato ridesignato) fu inserito in un reparto operativo.
Il 7 agosto 1941 volò il secondo prototipo, immatricolato MM.398. L'aereo presentava alcune modifiche rispetto al primo esemplare (in particolare i motori). Tuttavia, considerando gli scarsi risultati operativi che aveva ottenuto il primo esemplare, il progetto fu cancellato e si decise di acquistare dalla Germania un centinaio di Junkers Ju 87 Stuka.

### Tecnica
L'SM.86 montava motori diversi rispetto al modello SM.85: Il primo esemplare impiegava due Walter Sagitta IC-SR da 500/600 CV al posto dei Piaggio P.VII C.35 mentre il secondo esemplare montava due motori Isotta-Fraschini Gamma.
L'SM.86 aveva prestazioni simili rispetto all'SM.85 (di cui avrebbe dovuto costituire un miglioramento): la velocità era superiore, mentre il carico bellico e l'autonomia erano sensibilmente inferiori. Inoltre, era completamente sprovvisto di mitragliatrici.
Il modello tedesco Ju 87 Stuka che gli venne preferito (in particolare della versione B-1, entrata in servizio nel 1938) aveva dei valori generali di autonomia e velocità piuttosto simili, ma un carico bellico utile di ben 1.000 kg di bombe.

### Impiego operativo
L'esemplare MM.397 fu aggregato al 96º Gruppo Autonomo per essere valutato operativamente. Il prototipo prese quindi parte ad alcune missioni da bombardamento all'isola di Malta. Tuttavia, l'aereo non ebbe alcun successo, tanto che ne fu ordinata la demolizione. Il secondo esemplare non svolse mai attività operativa.